# Hans Becklin
Hans Eric Becklin (talvolta esperantizzato in Hanso; 9 aprile 1992) è un esperantista e pastore protestante statunitense. Dal 2022 è membro dell'Akademio de Esperanto.

## Biografia
Becklin cresce nel cuore cittadino e nell'hinterland di Madison (Wisconsin); secondo quanto egli stesso riferisce, «fin dalla tenera età ha sentito la chiamata al ministero dell'ordinazione nella Chiesa luterana». Fu ordinato sacerdote e prestò servizio nell'ELCA Church Council, il più alto organo decisionale della confessione Churchwide Assemblies (2013-2019), per la quale fu membro del comitato per il bilancio e le finanze; è stato anche rappresentante dell'ELCA presso la Chiesa della Moravia in Nord America (2015-2019).
Studia al Luther College, ove consegue una laurea in storia summa cum laude (2014). Vince il premio A.R. Wentz per la storia luterana statunitense (2016), conferitogli dalla Lutheran Historical Society of the Mid-Atlantic. Successivamente, nel 2018, consegue un Master of Divinity presso la Lutheran School of Theology di Chicago, dov'è stato Presidential Scholar.
Becklin ha servito dapprima la parrocchia «Holy Cross Lutheran Church» (Chiesa luterana della Santa Croce) a Menomonee Falls, nello stato del Wisconsin, per poi trasferirsi nella parrocchia «Salem Evangelical Lutheran Church of Kissel Hill» a Lititz, nello stato della Pennsylvania. S'interessa, tra l'altro, di organizzazioni non governative, raccolta fondi, pedagogia delle lingue straniere, esperantologia, storia della Chiesa e teologia.
Conosce l'esperanto e l'inglese. È sposato con Marissa Becklin, anch'ella pastora luterana, la quale serve la parrocchia «Faith United Evangelical Lutheran Church» a Denver (Pennsylvania).

## Esperanto
Fondazione per gli studi di esperantologia
Becklin apprese l'esperanto nel 2015, quand'era ancora studente. Trovò un sito web del North American Summer Course (NASK), un corso organizzato dalla federazione esperantista statunitense, e decise di contattare gli amministratori per ottenere una finanziamento e partecipare al programma. Divenne nel 2017 collaboratore della Fondumo por Esperantologiaj Studoj (Fondazione per gli studi di esperantologia, in sigla ESF); Humphrey Tonkin, l'allora presidente, lo volle membro del consiglio direttivo. All'ESF, Becklin si occupa di raccolta fondi, progetti storici, archivi. «Sono uno storico» – ha chiarito in un'intervista rilasciata in occasione del Congresso universale di esperanto del 2022 – «e per me è quindi evidente che [...] se non documentiamo ciò che stiamo facendo, per esempio in ogni angolo dell'Esperantujo, nei circoli locali, nelle associazioni nazionali, nel movimento internazionale, dopo di noi, la gente non potrà venire a conoscenza di cosa hanno fatto gli esperantisti, del perché fanno ciò che fanno, di come hanno usato l'esperanto».
Attività in TEJO

In occasione del 74° Internacia Junulara Kongreso (IJK 2018), tenutosi a Badajoz in Spagna, Becklin è eletto membro ordinario del consiglio di TEJO. Tuttavia, già dopo meno di un anno, rassegnerà le sue dimissioni, affermando che quasi subito dopo esser entrato a far parte del consiglio scoprì di non avere tempo libero a sufficienza per adempiere al suo incarico; in quel periodo — spiegò Becklin in un'intervista a Libera Folio — era stato promosso come parroco di una nuova parrocchia e dovette così trasferirsi a 2.000 chilometri di distanza. «Negli ultimi mesi non ho lavorato né bene né diligentemente», soggiunse, malgrado avesse profuso impegno per il suo lavoro. Ha poi affermato, che durante il suo mandato «non c'era una leadership chiara e strategica», e che
Sarebbe stato meglio selezionare un gruppo [di lavoro, ndr] più piccolo con un progetto omogeneo per TEJO che fosse ben noto al comitato, anziché un gruppo casuale, ma più grande, eterogeneo e senza un legame coerente
Ricopre il ruolo di rappresentante di TEJO presso le Nazioni Unite (ONU) e l'UNESCO nella sede di New York e, sotto l'egida dell'ONU, si fa portavoce e promotore di politiche a sostegno della diversità e inclusione linguistiche.
Usone Persone
Dal 2022 fa parte del podcast Usone Persone, insieme con gli esperantisti statunitensi Rafa Nogueras e Brandon Sowers. In un'intervista rilasciata a Libera Folio, Becklin osserva che, a differenza delle trasmissioni radiofoniche delle emittenti nazionali di Polonia, Cuba, Cina, Vaticano, ecc., creare un podcast consente al pubblico di seguire gli episodi secondo le proprie disponibilità di tempo, anziché dipendere da un programma orario prestabilito. Tuttavia, col suo podcast, Becklin non intende servire il «ruolo informativo (o propagandistico)» delle radio di Stato, ha soggiunto; «Si tratta di creare un genere completamente nuovo, meno utile ai desideri di un governo a senso unico, ma più in linea con le esigenze della comunità esperantista contemporanea».
Akademio de Esperanto
Nel marzo del 2022, a séguito di una votazione durata 12 giorni, è eletto membro dell'Akademio de Esperanto per un mandato di 9 anni.